# За решёткой
«За решёткой» (ивр. מאחורי הסורגים‎) — израильский фильм-драма режиссёра Ури Барбаша, вышедший на экран в 1984 году рассказывающий о совместной борьбе израильских и палестинских заключённых против жестокой и коррумпированной тюремной администрации. Номинант на «Оскар» за лучший фильм на иностранном языке.

## Сюжет
Заключённые израильской тюрьмы строгого режима разделены на два лагеря, естественную враждебность между которыми ещё больше подогревает коррумпированный начальник тюрьмы. Во главе одного лагеря — еврей Ури, отбывающий срок за вооружённый грабёж, во главе второго — сидящий за терроризм палестинец Иссам. Ни один обед не проходит без стычек, которые грозят перерасти в нечто большее — ведь, как говорит один из персонажей, плевок в лицо смывается не водой, а кровью. Главный тюремщик не только науськивает заключённых друг на друга, поощряя убийства и изнасилования, но и контролирует все льготы — от права на свидание и подачи просьб о помиловании до контрабанды наркотиков «с воли». Даже простейшую вещь — просмотр телевизионного конкурса певцов, куда попал один из заключённых по прозвищу Соловей, — он может запретить. Помимо резко критического изображения системы охраны правопорядка, киновед Оливер Лиман усматривает в том факте, что начальник тюрьмы — ашкеназ, в то время как большинство заключённых — восточные евреи и арабы, также критику этнической дискриминации в Израиле.
Именно выступление Соловья на конкурсе становится первым толчком к сближению врагов. Он написал и исполняет песню, призывающую к примирению — «Дай мне руку» (песня, исполненная популярным певцом Боазом Шараби, стала хитом и за пределами киноэкрана). Лидеры враждующих лагерей приходят к выводу, что их сила в единстве, и начинают общую голодовку. Начальник тюрьмы пытается подкупить вожаков, предлагая Ури помилование, а Иссаму — встречу с женой и маленьким сыном, которого тот ещё ни разу не видел. Но обоим лидерам удаётся устоять перед соблазнами, и голодовка продолжается.

## В ролях
| Актёр           | Роль             |
| --------------- | ---------------- |
| Арнон Цадок     | Ури              |
| Мохаммед Бакри  | Иссам            |
| Аси Даян        | Асаф             |
| Рами Данон      | Питуси           |
| Боаз Шараби     | «Соловей»        |
| Роберто Поляк   | Йехиэль          |
| Хаим Шинар      | Гофман           |
| Элиэзер Альбала | Гезер            |
| Али Аль-Азхари  | Хасан            |
| Юсуф Абд-а-Нур  | Рашид            |
| Ави Абуав       | Тюремщик         |
| Ярдена Арази    | Ведущая конкурса |

## Съёмочная группа
- Режиссёр — Ури Барбаш
- Сценаристы — Бенни Барбаш, Ури Барбаш, Эран Прайс
- Продюсер — Руди Коэн
- Композитор — Илан Вицберг
- Оператор — Амнон Саломон
- Монтаж — Това Ашер

## Награды и номинации
Фильм получил ряд наград Израильского центра кино (предшествовавших учреждению премии «Офир») — за лучший фильм, лучшую режиссуру, лучший сценарий, лучшую главную мужскую роль (Арнон Цадок и Мохаммед Бакри), лучшую мужскую роль второго плана (Рами Данон) и лучший монтаж. На международной арене картина была удостоена первой премии на фестивале в Салерно и приза жюри кинокритиков Венецианского кинофестиваля, а также стала одним из пяти претендентов на «Оскар» за лучший фильм на иностранном языке — это был последний израильский номинант на эту премию перед 25-летним перерывом, после которого в шорт-лист попал «Бофор» Йосефа Сидара.

## Оценки
Фильм вызвал смешанные отзывы. Несмотря на номинацию на «Оскар», критик New York Times Джанет Маслин пишет о неровной, утрированной актёрской игре (делая исключение для исполнителей двух главных ролей), стереотипных сценах тюремного насилия и столь же стереотипной мелодраме примирения между заключёнными. В то же время в журнале Variety фильм был назван «впечатляющей драмой» и одним из лучших израильских фильмов последних лет. Публика в целом фильм одобрила: в общей сложности было продано больше 600 тысяч билетов. В начале 90-х годов вышел фильм-продолжение, «За решёткой 2», не снискавший коммерческого успеха.

Сам режиссёр Ури Барбаш вспоминает, что номинация на «Оскар» его чрезвычайно удивила: 
Это фильм, у которого не было никаких шансов. Нет любви, нет секса, даже найти для него продюсера было невозможно.